# Guenrouet
Guenrouet é uma comuna francesa na região administrativa da Pays de la Loire, no departamento de Loire-Atlantique. Estende-se por uma área de 69,9 km². Em 2010 a comuna tinha 3 411 habitantes (densidade: 48,8 hab./km²).